# The Overlords
The Overlords er et dansk, elektronisk band dannet i 1987  af Christian Johansson (ex-Russia Heat, keyboards, programmering), Rune Bendixen (ex-A Colony, vokal) og Carsten Pedersen (ex-A Colony, guitar). Carsten Pedersen gik ud efter Organic albummet og bandet fortsatte som en duo. De blev opløst i 1995  men blev gendannet i 2014 . Hyldet som grundlægger af trance genren og en del af dens sub genrer og bedst kendt for hits som “Sundown”, “Wow! Mr Yogi” and “God’s Eye” og deres remix af Billy Idol's "Heroin". 
UDGIVELSER 
STUDIE ALBUMS
MIDNIGHT AT THE GROOVEYARD II
Udgivet af Mega Records in 1988
01 Arkade In The UK 0:44
02 The World Raid 4:49
03 The 7 Year Hitch (Edit) 3:15
04 Transform To The Beat 3:45
05 River's Edge 3:37
06 Looking For Trouble 3:12
07 Search And Destroy 3:20
08 Kentucky Fried Gospel 3:08
09 General Hussein Mohammed El Sad 3:27
10 $ 50 President 2:55
11 Night Fever 3:57
12 Grooveyard Theme 2:08
13 Karaoke Bar 3:33 (CD only)
14 Cut Fever 5:29 (CD only)

ORGANIC?
Udgivet af Antler-Subway in 1991
01 Organic! 4:20
02 Bolt 3:50
03 Holiday In Cambodia 3:48
04 Hells Kitchen 4:00
05 Zensurround 5:01
06 Search And Destroy 4:13
07 Near Dark (Campfire Mix) 4:26
08 Moontrap 4:19
09 Ennui, Ennio? 2:32
10 P.T.L (Pass The Loot) 3:46
11 Sundown (Instru-Mental Version) 5:55
12 Rhythm 000 3:42 (MC only)

ALL THE NAKED PEOPLE
Udgivet af Arista/BMG in 1994
01 God’s Eye 6:01
02 ComingTo Go! 3:36
03 The 7th Stage 4:54
04 Naked People 5:00
05 Spiral 4:55
06 Starseed 2:19
07 White Room 4:09
08 Wow! Mr. Yogi 4:04
09 Solaris 4:45
10 Masses 4:41

SINGLER
7 YEAR HITCH
Udgivet af Mega Records in 1988
12”
A1 7 Year Hotch (Radio Edit) 3:11
A2 $ 50 President 3:51
B1 7 Year Hitch (Mega Mix) 5:41

NIGHT FEVER
Udgivet af Mega Records in 1988
7” Promo
A1 Night Fever (Radio Edit) 3:58
B1 River’s Edge 3:41

12”
A1 Night Fever (Radio Edit) 3:58
A2 River’s Edge 3:41
B1 Cut Fever (Mega Mix) 5:40

MOONTRAP
Udgivet af Antler-Subway in 1990
Maxi-CD
01 Moontrap (Radio Version) 4:18
02 Moontrap (Adult Version) 7:14
03 Moontrap (Dance Version) 7:50
04 Moontrap (Bonus Version) 8:04

12”
A1 Moontrance (Dance Version) 7:50
B1 Moontrap (Radio Version) 4:18
B2 Moontrap (Adult Version) 7:14

SUNDOWN
Udgivet af Antler-Subway in 1990
Maxi-CD
01 Sundown (Sunshine And The 909 – Babymix) 11:33
02 Sundown (Radioversion) 4:08
03 Sundown (Sunfactor 909 – Comamix) 11:22
04 Sundown (Alpha*Beat) 11:49
05 Sundown (Mental Version) 6:03

7”
A1 Sundown 4:19
B1 Search And Destroy (1991 Mix) 4:13

12”
A1 Sundown (Sunshine And The 909 – Babymix) 11:33
B1 Sundown (Sunfactor 909 – Comamix) 11:22

ORGANIC+
Udgivet af Antler-Subway in 1992
Maxi-CD
01 Organic+ 5:38
02 Sundown (Ionizer Remix ’92) 10:07
03 Organic! (Radioversion) 3:45
04 Frankfurt Goes Organic (Mosaic Remix) 6:37
05 Organic+ (Instrumental) 5:35

12”
A1 Organic+ 5:38
A2 Sundown (Ionizer Remix ’92) 10:07
B1 Frankfurt Goes Organic (Mosaic Remix) 6:34
B2 Organic! (Radioversion) 3:45
WOW MR YOGI
Udgivet af Arista/BMG in 1994
Maxi-CD
01 Wow! Mr Yogi (7” Version) 3:58
02 Wow! Mr Yogi (Control The Mind) (Higher NRG Remix) 5:58
03 Wow! Mr Yogi (Control The Mind) (F.A.M. TrancePort Mix) 7:05
04 Wow! Mr Yogi (Control The Mind) (The Pranksters Two-In-One Mix) 14:06

12” Promo
A1 Wow! Mr Yogi (Control The Mind) (The Pranksters Two-In-One Mix) 14:06
B1 Wow! Mr Yogi (Control The Mind) (Lion Rock Dub Adventure) 7:27
B2 Wow! Mr Yogi (Control The Mind) (Lion Rock On A Mountainside) 6:26

12”
A1 Wow! Mr Yogi (Control The Mind) (Higher NRG Remix) 5:58
A2 Wow! Mr Yogi (Control The Mind) (F.A.M. TrancePort Mix) 7:05
B1 Wow! Mr Yogi (Control The Mind) (The Pranksters Two-In-One Mix) 14:06

MC
A1 Wow! Mr Yogi (7” Version) 3:58
A2 The 7th Stage (Ionizer Dub Mix) 4:47
B1 Wow! Mr Yogi (7” Version) 3:58
B2 The 7th Stage (Ionizer Dub Mix) 4:47

GOD'S EYE
Udgivet af Arista/BMG in 1994
Maxi-CD
01 God’s Eye (7” Edit) 3:37
02 God’s Eye On Goa (Bionizer Remix) 8:10
03 God’s Eye (Prankster’s Study in Scarlet) 6:18
04 God’s Eye (Original Album Mix) 6:00
05 God’s Eye (Heavy Duty Lionrock Vibe) 5:18

12”
A1 God’s Eye (Prankster’s Study in Scarlet) 6:18
A2 God’s Eye On Goa (Bionizer Remix) 8:10
B1 God’s Eye (Heavy Duty Lionrock Vibe) 5:18
B2 God’s Eye (Original Album Mix) 6:00

12” Promo
Udgivet af Zoo Entertainment in 1994
A1 God’s Eye (Paella Disater Mix) 5:54
B1 God’s Eye (M&M Eyeballroom Blitz) 6:39
B2 God’s Eye (Instrumental Eyeball M&Mix) 6:35

12” Promo
Udgivet af Habana Music in 1994
A1 God’s Eye (Prankster’s Study in Scarlet) 6:18
A2 God’s Eye (Heavy Duty Lionrock Vibe) 5:18
B1 God’s Eye On Goa (Bionizer Remix) 8:10
B2 the 7th Stage (Labyrinth Mix) 7:02

MC
A1 God’s Eye (7” Edit) 3:37
A2 the 7th Stage (Labyrinth Mix) 7:02
B1 God’s Eye (7” Edit) 3:37
B2 the 7th Stage (Labyrinth Mix) 7:02

NAKED PEOPLE
Udgivet af Universal Music in 2015
MP3
01 Naked People (Kjeld Tolstrup & Ghando Hardhouse Remix) 8:44
02 Naked People (Extended Version) 7:22
03 Naked People (Man With No Name Full Moon In Disco Valley Remix) 6:52
04 Naked People (Miro Remix) 6:00
05 Naked People (Miro Instrumental Version) 5:36
06 Naked People (Single Edit) 4:30
07 Naked People 4:42

REMIXES FOR ANDRE KUNSTNERE
BLUE PEARL – MOTHER DAWN
Udgivet af Big Life in 1992
7”
A1 Mother Dawn 4:10
B1 Mother Dawn (Overlords Remix) (Edit) 3:38

12”
A1 Mother Dawn (Full Moon Mix) 7:53
A2 Mother Dawn (Transritual Mix) 6:22
A3 Mother Dawn (Sunrise Mix) 6:03
B1 Mother Dawn (Overlords Remix) 6:05
B2 Mother Dawn (Ionizer Remix) 8:30
B3 Mother Dawn (Remix Instrumental) 4:21

BILLY IDOL- HEROINE
Udgivet af Chrysalis 1993
12” Promo Whitelabel
A1 Heroin (Overlords Mix) 7:20
B1 Heroin (Ionizer Dub Mix)
B2 Heroin (Nosebleed Mix) 8:04

2x12”
A1 Heroin (V.R. Heroin) 6:17
A2 Heroin (Original Mix) 6:59
A3 Heroin (Needle Park Mix)
B1 Heroin (Overlords Mix) 7:20
B2 Heroin (Nosebleed Mix) 8:04
C1 Heroin (Durga Trance Dub) 5:10
C2 Heroin (Durga Death Dub) 5:10
D1 Heroin (Don't Touch That Needle Mix) 5:10
D2 Heroin (Smack Attack) 7:15

Maxi-CD
01 Heroin (V.R. Heroin) 6:17
02 Heroin (Original Mix) 6:59
03 Heroin (Needle Park Mix)
04 Heroin (Overlords Mix) 7:20
05 Heroin (Nosebleed Mix) 8:04

TRACI LORDS - CONTROL
Udgivet af Radioactive in 1994
Maxi-CD
01 Control (Olympic 7" Edit) 3:28
02 Control (Original Mix) 6:44
03 Control (Overlords House Mix) 7:22
04 Control (San Frandisco Mix) 7:15
05 Control (DJ E Fx San Frandisco Dub) 6:02
06 Control (Juno Reactor Instrumental) 6:28

12”
A1 Control (Original Mix) 6:44
A2 Control (Overlords House Mix) 7:22
B1 Control (San Frandisco Mix) 7:15
B2 Control (DJ E Fx San Frandisco Dub) 6:02

~~Blackhitofspace~~